# Santuario di Santa Croce
Il santuario di Santa Croce (in tedesco Wallfahrtskirchlein Hl. Kreuz) si trova sopra il paese di San Leonardo in Badia del comune di Badia. Il santuario è situato a 2045 m s.l.m., ai piedi del Sasso di Santa Croce, in val Badia (Alto Adige).

## Storia
La chiesa, che sorge su alcuni più antichi resti, è stata consacrata, il 18 maggio 1484 dal vescovo ausiliario della diocesi di Bressanone Konrad.
Altra versione proveniente da altri studiosi vuole la costruzione del luogo santo sopra ad un preesistente luogo pagano. Un luogo poco distante dal santuario, col di Paternostri di provenienza ladina "colle dei Padre Nostri", si riferisce ad un posto antistante che potrebbe riferirsi ad una prima collocazione del luogo santo.
Da documenti rinvenuti nel 1584 si ritrovarono scritti da un parroco che si impegnò a celebrare ogni giorno 6 messe.
Successivamente, circa a metà del XVII secolo la chiesetta fu ampliata, e restaurata, e accanto vi si costruì il campanile con tre campane in Si3 (Si3, Do#4, Re#4) a slancio manuale con ceppi in legno tutte fuse da Colbachini di Trento nel 1925 tranne la mezzana, opera di Bartolomeo Chiappani di Trento anno 1883. Nel 1718 nei pressi della chiesetta venne costruito un piccolo rifugio come abitazione per il sacrestano ed in seguito per i pellegrini.
Ai tempi dell'imperatore d'Austria Giuseppe Il, nel 1786, la chiesetta venne chiusa e quindi sconsacrata. Negli anni successivi venne riutilizzata anche come ovile nonostante il continuo afflusso dei pellegrini.
Un contadino di Badia, Pietro Paolo Irsara, nel 1809 rinnovò la chiesetta, e nell'anno 1839 la chiesa venne nuovamente riconsacrata e l'anno seguente, precisamente il 15 giugno 1840, i paesani riportarono al santuario l'immagine di Cristo che porta una croce che mancava dalla chiesa da 54 anni. In memoria dell'avvenimento ogni anno il 15 giugno si celebra un'analoga processione dove i fedeli trasportano la croce dalla chiesa parrocchiale di San Leonardo al santuario.
Negli anni 1982/83 il santuario venne restaurato dopo che fu gravemente danneggiato; il 17 giugno 1984 il fu festeggiato il giubileo dei 500 anni. Al suo interno si trovano varie antiche reliquie di alcuni santi.
Oggigiorno si celebrano annualmente due grandi manifestazioni liturgiche, il 26 luglio in ricordo di Sant'Anna e il 24 agosto in ricordo di San Bartolomeo. A queste processioni partecipano i pellergrini dell'intera val Badia. Inoltre, di minore importanza, ma di egual partecipazione è la adorazione eucaristica che si tiene ogni 4 ottobre prima dell'alba, alla quale i pellegrini giungono camminando nella notte.